# Москва III
Москва́ III — остановочный пункт Ярославского направления Московской железной дороги в городе Москве. Сооружён в 1929 году для нужд ВНИИЖТ.
Ранее Москва III была самостоятельной станцией, являясь самой западной станцией Транссибирской магистрали. Ныне топоним Москва III имеет два значения:
- остановочный пункт из двух платформ, частично в границах станции Москва-Пассажирская-Ярославская (II,IV,V пути, район-1/парк Москва-1)
- парк железнодорожной станции Москва-Пассажирская-Ярославская (район-4/парк Москва-3) к востоку и юго-востоку от платформ. В парке имеют техническую остановку поезда, следующие с Ярославского направления на Казанское. От парка начинается соединительная линия на Митьковскую ветвь — перегон к станции Москва II-Митьково.

## Описание
Остановочный пункт состоит из двух островных пассажирских высоких платформ, на четырёх из пяти главных путях, для пригородных поездов:
- западная, широкая в средней части, между путями № I, III для движения обычных пригородных поездов. В 2014 году оборудована турникетами, до постройки пятого главного пути была на I,II путях для обычных пригородных поездов.
- Восточная, между путями № II, IV (II для обычных пригородных поездов в область, IV для дальнего/ускоренного пригорода и прочих поездов). Без турникетов, несмотря на перенос к этой платформе II пути.

Платформы соединены пешеходным путепроводом, по которому осуществляется единственно возможный к ним проход. В средней части платформ установлены полупрозрачные навесы. Южный конец платформ кривой.
Пути II, IV и островная платформа между ними и путь V находятся в районе-1(парке Москва-1) станции Москва-Пасс.-Ярославская. Пути I, III (островная платформа) на месте остановочного пункта являются уже перегоном к Лосиноостровской. При постройке пятого главного пути (путь V, самый восточный) платформа на нём построена не была. На путях IV, V левостороннее движение дальних/ускоренных поездов.
Выходы с пешеходного путепровода на 1-ю Мытищинскую улицу и 2-й Лучевой просек в парке «Сокольники».
Расстояние от Ярославского вокзала до платформы 2,8 км, время движения 4—5 минут. На платформе в сутки останавливаются около 130 пар поездов, а около 45 пар проходят платформу без остановки.
Вблизи платформ расположены: локомотивное депо Москва-3 (филиал эксплуатационного локомотивного депо ТЧЭ-1 Москва-Пасс.-Курская и ремонтного локомотивного депо ТЧР-16 Москва-Сортировочная), моторвагонное депо Москва-2-Ярославская (одно из трёх депо, обслуживающих Ярославское направление), вагонное депо Москва-Ярославская.
От платформы примерно за 10-15 минут можно дойти пешком до станции метро «Алексеевская». Кроме этого, можно пройти до платформы Рижская Ленинградского направления (более 1 км на юго-запад).
К платформе наземный транспорт не подходит. Ближайшая остановка: «2-й Лучевой просек» (автобус № 140).

## В литературе
В научно-фантастическом романе Сергея Лукьяненко «Черновик» башня функционала-таможенника Кирилла Максимова была расположена близ станции Москва-3. Башня имела вид обычной водонапорной башни. В отличие от реальной станции, Москва-3 в книге описывается как «мелкая станция полуживой железнодорожной ветки».

## Платформа
2 платформы островного типа и 4 пути.
| Платформа | Путь | Тип поезда | Место назначения                   | примечания |
| --------- | ---- | ---------- | ---------------------------------- | ---------- |
| 1         | 1    | Электричка | На Москва-Пассажирская-Ярославская |            |
| 1         | 2    | Электричка | На Москва-Пассажирская-Ярославская |            |
| 2         | 3    | Электричка | На Мытищи, Балакирево и Фрязево    |            |
| 2         | 4    | Электричка | На Мытищи, Балакирево и Фрязево    |            |